# Quentin Roosevelt
Quentin Roosevelt (19 de novembro de 1897 — 14 de julho de 1918) foi o filho mais novo de Theodore Roosevelt. Encorajado pelo pai, alistou-se no Serviço do Ar do Exército dos Estados Unidos (USAAS) onde se tornou piloto de caça durante a Primeira Guerra Mundial. Foi morto num combate aéreo sobrevoando a França.

## Infância

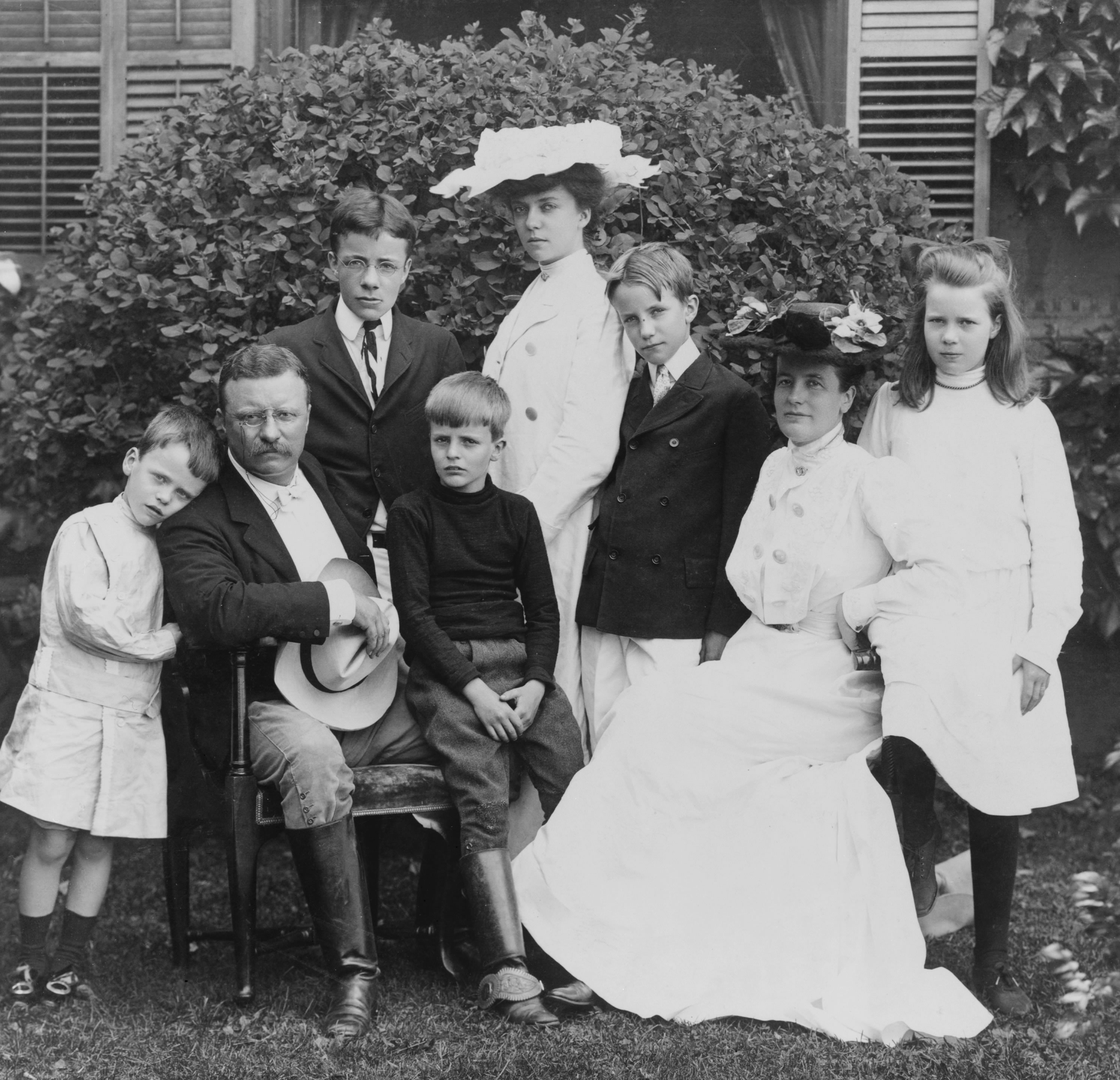
A família Roosevelt em 1903 com Quentin à esquerda.

Quentin foi o filho mais novo da família Roosevelt, incluindo a sua meia-irmã Alice
, sua irmã Ethel, e irmãos Theodore Jr., Kermit e Archibald "Archie".
Quentin tinha três anos de idade quando o seu pai se tornou presidente dos Estados Unidos, e cresceu na Casa Branca. Favorito do pai, Quentin era também indisciplinado. O seu pai deu-lhe a alcunha de "Quentyquee" e "Quinikins". Tinha as características físicas, intelectuais e linguísticas de Theodore Roosevelt.

## Educação
Quentin frequentou a Episcopal High School em Alexandria, na Virgínia, Estados Unidos. Mais tarde foi estudante na Escola Groton e na Escola Evans para Rapazes. Tinha sempre boas notas, revelando muito das capacidades intelectuais do pai. Foi admitido na Universidade de Harvard em 1916. Quentin adorava maquinaria e montara um motociclo quando frequentara o colégio.

## Vida pessoal
O jovem Roosevelt foi noivo de Flora Payne Whitney, a bisneta de Cornelius Vanderbilt, um dos homens mais ricos do país, e herdeira da fortuna da família Whitney. O casal conheceu-se num baile em Newport, Rhode Island, em Agosto de 1916, e rapidamente se apaixonaram, embora a aliança entre os modestos Roosevelt e os ricos Vanderbilt-Whitney foi inicialmente controversa de ambos os lados.

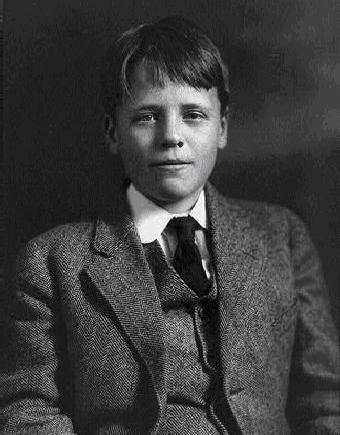
Quentin com 13 anos de idade.